# キーレン・パーキンス
キーレン・パーキンス（Kieren John Perkins、1973年8月14日 - ）は、オーストラリアクイーンズランド州ブリスベン出身の男子競泳選手。専門は長距離の自由形。

## 経歴
8歳のときガラス事故のリハビリとして水泳を始める。
1991年の世界水泳選手権の1500m自由形で銀メダルを獲得。パンパシフィック選手権では400m、800m、1500m自由形で金メダルを獲得し、長距離自由形3冠に輝いた。
1992年バルセロナオリンピック代表選考会で、400m自由形および1500m自由形の二種目にて世界新記録を樹立した。本番では1500mでは自らの記録を更新し、金メダルを獲得するが、400mでは200m自由形優勝者の、エフゲニー・サドウィに世界記録を更新され銀メダルに終わった。200m自由形は決勝に進めず10位だった。
1994年の世界水泳選手権では400m自由形と1500m自由形に優勝。バルセロナ五輪でサドウィに奪われた400m自由形の世界記録を奪還し、400m、800m、1500mの長距離自由形の世界記録保持者になった。これらの世界記録は1999年に400m自由形、2001年に800m自由形をイアン・ソープ、2001年に1500m自由形をグラント・ハケットと、オーストラリアの後輩選手たちに破られるまで長期間にわたり保持していた。
1996年アトランタオリンピックでは1500m自由形のみ出場権を獲得した。予選では振るわず8位でギリギリでの決勝進出であったが、決勝では改心の泳ぎをみせ8コースを独泳。見事金メダルを獲得し二連覇を果たした。このレースはオーストラリアで伝説になっている。
2000年シドニーオリンピックにも出場したが、すでにピークを過ぎていたこともあり後輩のグラント・ハケットに及ばず、銀メダルとなった。だが地元のファンからはハケットに負けない声援が送られた。このレースを最後に現役を引退した。

## 自己ベスト
どの種目も長水路における記録である。
- 400m 自由形 : 3分43秒80 (元世界記録)
- 800m 自由形 : 7分46秒00 (元世界記録)
- 1500m 自由形 : 14分41秒66 (元世界記録)